# Estrella Galán
Estrella Galán Pérez, née le 24 avril 1971 à Madrid, est une militante des droits de l’homme et présidente de la Commission espagnole pour les réfugiés (CEAR). Tête de liste de la coalition Sumar pour les élections européennes de juin 2024, elle remporte trois sièges et devient donc eurodéputée au sein du groupe GUE/NGL. Elle est vice présidente de la commission des libertés civiles, justice et affaires intérieures

## Synthèse des résultats électoraux

### Élections européennes
Les résultats ci-dessous concernent uniquement les élections où elle est tête de liste.
| Année | Coalition | Circonscription | Voix    | %    | Rang | Sièges | Groupe            |
| ----- | --------- | --------------- | ------- | ---- | ---- | ------ | ----------------- |
| 2024  | Sumar     | Espagne         | 818 015 | 4,67 | 5e   | 3 / 61 | GUE/NGL Verts/ALE |